# Echinorhynchus gadi
Echinorhynchus gadi är en hakmaskart som beskrevs av Zoega 1776. Echinorhynchus gadi ingår i släktet Echinorhynchus och familjen Echinorhynchidae. Arten är reproducerande i Sverige. Inga underarter finns listade i Catalogue of Life.